# Billaea satisfacta
Billaea satisfacta är en tvåvingeart som först beskrevs av Reginald James West 1925.
Billaea satisfacta ingår i släktet Billaea och familjen parasitflugor. Inga underarter finns listade i Catalogue of Life.